# Notwane FC
Der Notwane Football Club ist ein Fußballverein aus Gaborone, der Hauptstadt Botswanas. Der Verein wurde nach dem Fluss Notwane benannt.

## Geschichte
Der Verein wurde 1965 gegründet und auch als „Sechaba“ oder „Team e Bosisi“ bezeichnet. Seine ersten Erfolge waren 1978. Er sicherte sich das Double von Meisterschaft und Challenge Cup. Der Verein musste bis Mitte der 1990er Jahre warten, ehe er 1996 und 1998 zwei weitere nationale Meisterschaften gewinnen konnten. Ebenfalls holte er 1995 und 1997 den Challenge Cup, ehe 2006 der vierte Pokalsieg gelang. Man konnte sich mehrmals für die afrikanischen Wettbewerbe qualifizieren, wobei man 1996 im CAF Cup Winners immerhin die zweite Spielrunde erreichen konnte.

## Erfolge
- Botswanischer Pokalsieger: 1995, 1997, 2006

## Stadion

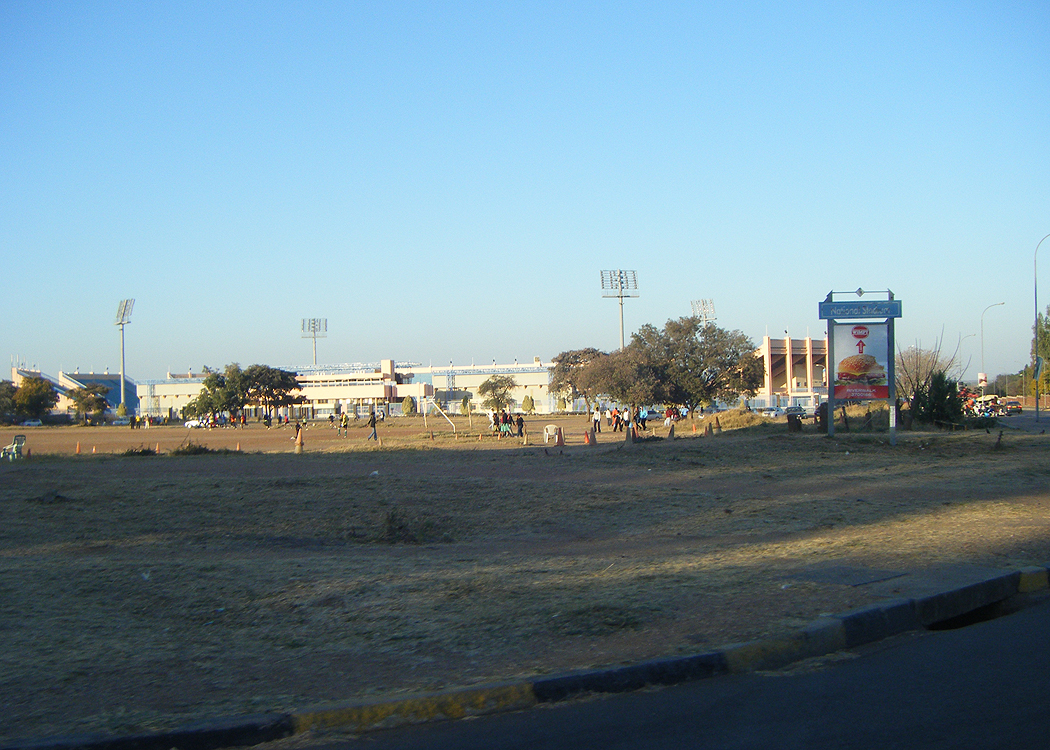
Botswana National Stadium

Der Verein trägt seine Heimspiele im Botswana National Stadium in Gaborone aus. Das Stadion hat ein Fassungsvermögen von 22.500 Personen.

## Statistik in den CAF-Wettbewerben
| Wettbewerb                          | Runde         | Gegner                      | Hinspiel | Rückspiel |  |
| ----------------------------------- | ------------- | --------------------------- | -------- | --------- |  |
|                                     |               |                             |          |           |  |
| African Cup Winners’ Cup 1979       | 1. Runde      | Maseru United               | 1:2 (A)  | 5:4 (H)   |  |
| African Cup Winners’ Cup 1996       | Qualifikation | Mhlambanyatsi Rovers        | 2:0 (H)  | 2:0 (A)   |  |
|                                     | 1. Runde      | Fire Brigade SC             | 1:0 (A)  | 1:1 (H)   |  |
|                                     | 2. Runde      | Pretoria City               | 1:2 (A)  | 0:3 (H)   |  |
| African Cup of Champions Clubs 1997 | Qualifikation | Blue Waters FC              | n. a.    | n. a.     |  |
|                                     | 1. Runde      | Primeiro de Agosto          | 1:1 (A)  | 1:2 (H)   |  |
| African Cup Winners’ Cup 1998       | Qualifikation | Bantu FC                    | 4:1 (H)  | 4:0 (A)   |  |
|                                     | 1. Runde      | Primeiro de Agosto          | 0:4 (A)  | 3:1 (H)   |  |
| CAF Champions League 1999           | Qualifikation | Royal Lesotho Defence Force | 1:1 (H)  | 1:3 (A)   |  |
| CAF Champions League 2000           | Qualifikation | Black Africa FC             | 1:1 (H)  | 2:4 (A)   |  |
| CAF Confederation Cup 2007          | Qualifikation | Defence Force SC            | 1:1 (H)  | 0:1 (A)   |  |

- 1997: Der Verein Blue Waters FC zog seine Mannschaft nach der Auslosung zurück.